# Von Psilander
von Psilander, utdöd svensk friherrlig ätt, som härstammar från Småland.
Kyrkoherden i Vittaryd Petrus Nicolai (1564-1631), son till en bonde i Voxtorps socken, antog namnet Psilander. En son till denne var inspektören i Kammararkivet Per Persson Psilander (1624-1680), vilkens yngste son, den sedermera välbekanta amiralen Gustaf Persson Psilander (1664-1738) adlades 1712 med namnet von Psilander och upphöjdes 1719 i friherrligt stånd. Hans ätt utslocknade med sonen, landshövdingen i Kronobergs län Peter von Psilander. (1702-1776).
En annan son till ovan nämnde Per Persson Psilander var överkommissarien vid amiralitetet i Stockholm, Johan Psilander (1664-1722), som 1720 adlades med namnet Psilanderhielm vars son, mineralogen Nils Psilanderhielm (1706-1768), ägde dyrbara mineraliesamlingar som han skänkte till vetenskapsakademien.
En bror till Gustaf Psilander och Johan Psilander var överkommissarien vid varvskontoret i Karlskrona Per Psilander (1667-1722), vars son sedermera amiralen Nils Psilander (1707-1783) 1751 adlades med namnet Psilanderskiöld samt upphöjdes till friherre 1771 men tog aldrig introduktion och avled utan manliga arvingar.